# 里卡多·皮斯西特拉
里卡多·皮斯西特拉（義大利語：Riccardo Piscitelli；1993年10月10日—）是一位意大利足球運動員。在場上的位置是守門員。他現在效力於意大利足球丙一級聯賽球隊貝內文托足球俱樂部。